# Техасский гигант

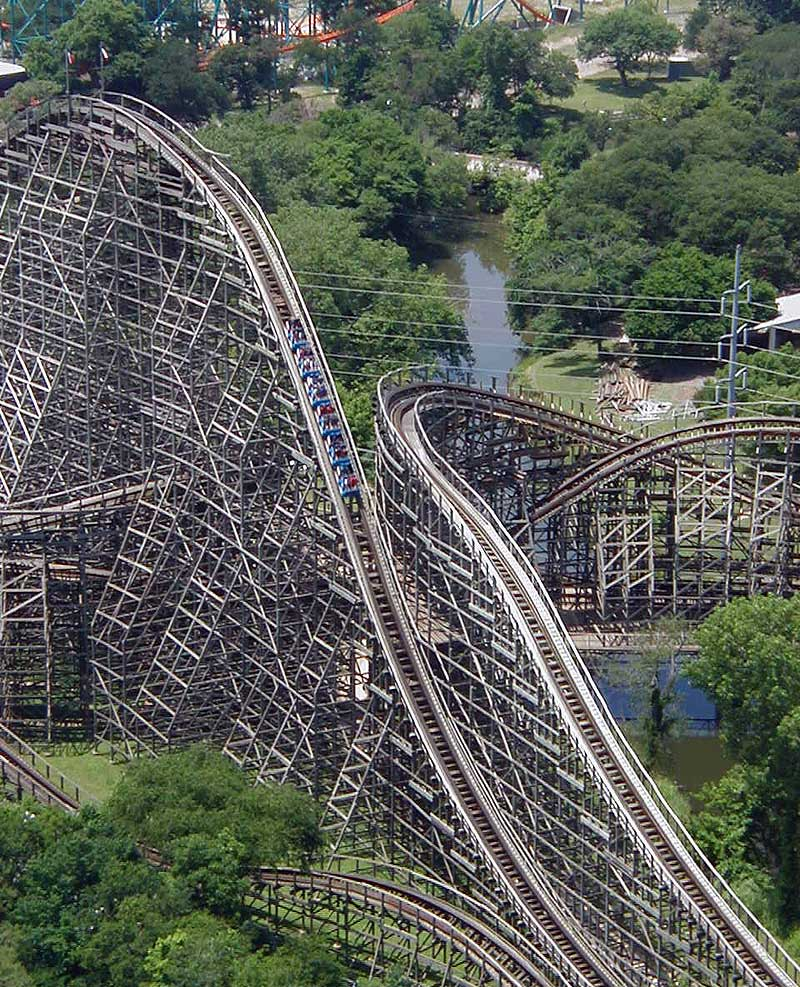
Техасский гигант в 2005 году

Техасский гигант (англ. Texas Giant) — деревянные американские горки в парке развлечений Шесть флагов над Техасом (Арлингтон (штат Техас, США)).
Аттракцион открыт 17 марта 1990 года, его высота 44 метра (самые высокие деревянные американские горки в мире на тот момент), длина 1500 м, максимальная скорость 105 км/ч.
В ноябре 2009 года горка была закрыта на реконструкцию, в которую планируется вложить 10 млн долларов. Открытие запланировано на 2011 год.